# Руново (усадьба)
Усадьба «Руново» или усадьба «Кобрино» — старинная мыза XVIII—XIX веков, в разное время принадлежавшая таким русским дворянским родам как Ганнибал, Лисянские и Карташевские. Усадьба находится в Гатчинском муниципальном округе Ленинградской области, в деревне Кобрино.
Объект культурного наследия России федерального значения.

## История
Усадьбой до 1762 года владели потомки русского военачальника Петра Матвеевича Апраксина, после чего её купил Абрам Петрович Ганнибал. Однако новый хозяин здесь не жил, поселившись после отставки в Суйде, но выстроил на мызе усадебный дом. После смерти Абрама Петровича усадьбу унаследовал Осип Абрамович Ганнибал. Позже она перешла к его дочери Надежде Осиповне.
В двухэтажном усадебном доме поселились Надежда Осиповна с матерью Марией Алексеевной. Несколько лет у них прожил брат Марии Алексеевны подполковник Михаил Алексеевич Пушкин. В 1792 году в руновской усадьбе родился его сын Алексей. После рождения Алексея хозяева взяли в дом крестьянку Арину Родионовну, которая впоследствии станет няней А. С. Пушкина. После замужества Надежда Осиповна вместе с супругом Сергеем Львовичем Пушкиным поселится в Петербурге, но лето они по-прежнему будут проводить в Руново.
В 1800 году Пушкины продали усадьбу Шарлотте Карловне Жандр, ставшей вскоре женой русского мореплавателя и исследователя Юрия Федоровича Лисянского. В 1809 году, после успешного кругосветного плавания с И. Ф. Крузенштерном, Лисянский уходит в отставку и живёт вместе с семьёй в Руново.
В 1841 году у потомков Лисянского Руново купит Надежда Тимофеевна Карташевская, сестра Сергея Тимофеевича Аксакова. Писатель неоднократно бывал у неё в гостях. Усадьбу также посещали Николай Гоголь, Николай Римский-Корсаков и Тарас Шевченко.
В 1887 году пожар уничтожил деревянную усадьбу, но Карташевские заново построили дом на старом фундаменте, изменив только внутренние планировки, но сохранив его внешний облик. Усадьба принадлежала Карташевским до 1917 года. Летом они её сдавали внаём. Так, например, дачный сезон 1905 года здесь провели Зинаида Гиппиус и Дмитрий Мережковский.
После 1917 года усадьбу национализировали и разместили здесь школу, а затем интернат для слепых. В годы Великой Отечественной войны усадьбу занимала испанская «Голубая дивизия». В 1961 года здание было передано областной туберкулезной больнице.
В мае 1989 года деревянное здание снова вспыхнуло: пожар быстро ликвидировали, но он успел повредить кровлю и уничтожить башню с большими часами. В 1994 году усадьба была сдана в аренду коммерческой структуре, которая отказалась от усадьбы в связи со значительными затратами на её восстановление. В 2018 году здесь произошёл ещё один пожар, который фактически уничтожил постройку.

## Описание

### Усадебный дом
Усадебный дом, построенный на месте старого в 1887 году, представлял собой двухэтажную постройку на высоком подклете с рублеными стенами, обшитыми тёсом и декорированными под камень. Центр дома был выделен мезонином и прямоугольным бельведером-беседкой с часами на парковом фасаде. Дом открывался в парк верандой с балюстрадой, крыша которой поддерживалась столбами-пилонами и служила балконом. В одноэтажных крыльях усадебного дома были устроены эркеры-ризалиты с большими тройными окнами. Плоскую кровлю ризалитов украшал парапет. 
В оформлении фасадов широко использовались декоративные детали — рустовка стен, прямые сандрики над окнами, филенки и карнизы. Фасады здания членились большими («дворцовыми») окнами и были выкрашены в жёлтый цвет с выделением архитектурных деталей белым колером.

### Парк
В Кобринской усадьбе был создан пейзажный парк английского типа из близко подступавшего к дому леса. Его вычистили, проредили и проложили извивающиеся дорожки, имитирующие лесные тропинки. Перед парковым фасадом усадебного дома был устроен большой розарий и цветочные клумбы.

## Галерея

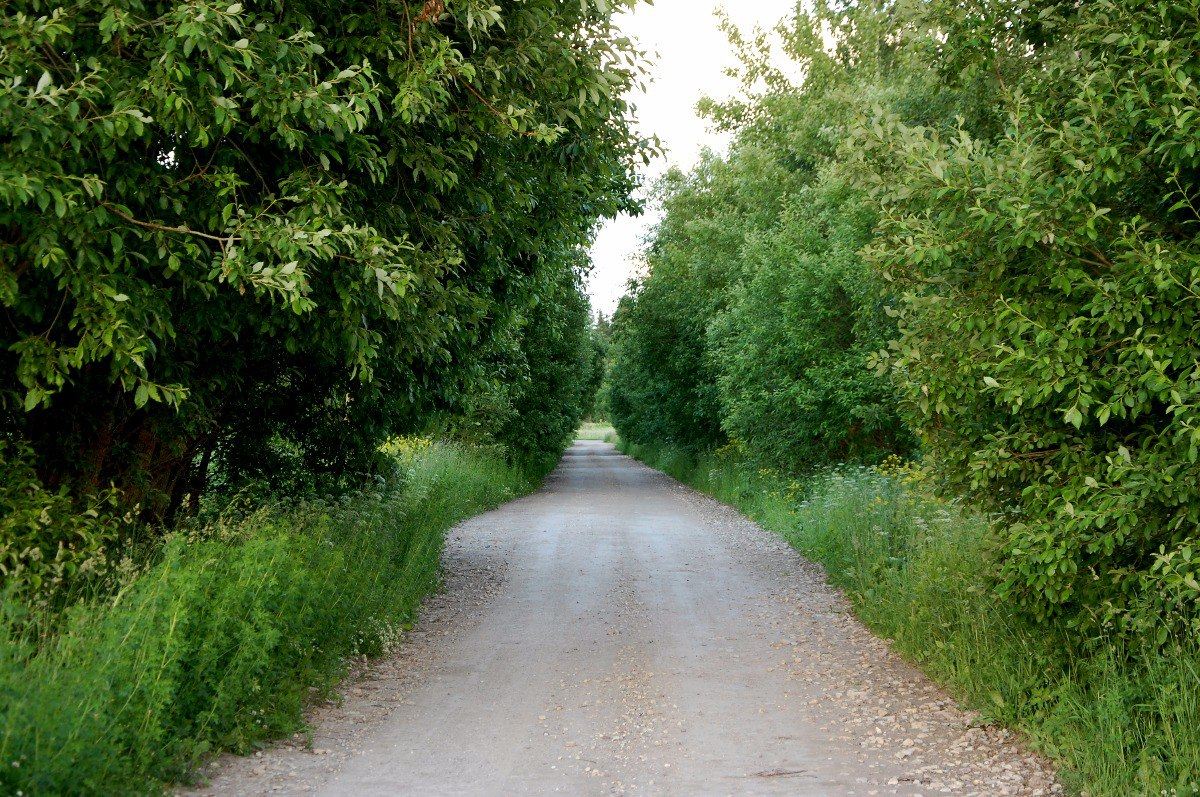
Бывший усадебный парк (2017)
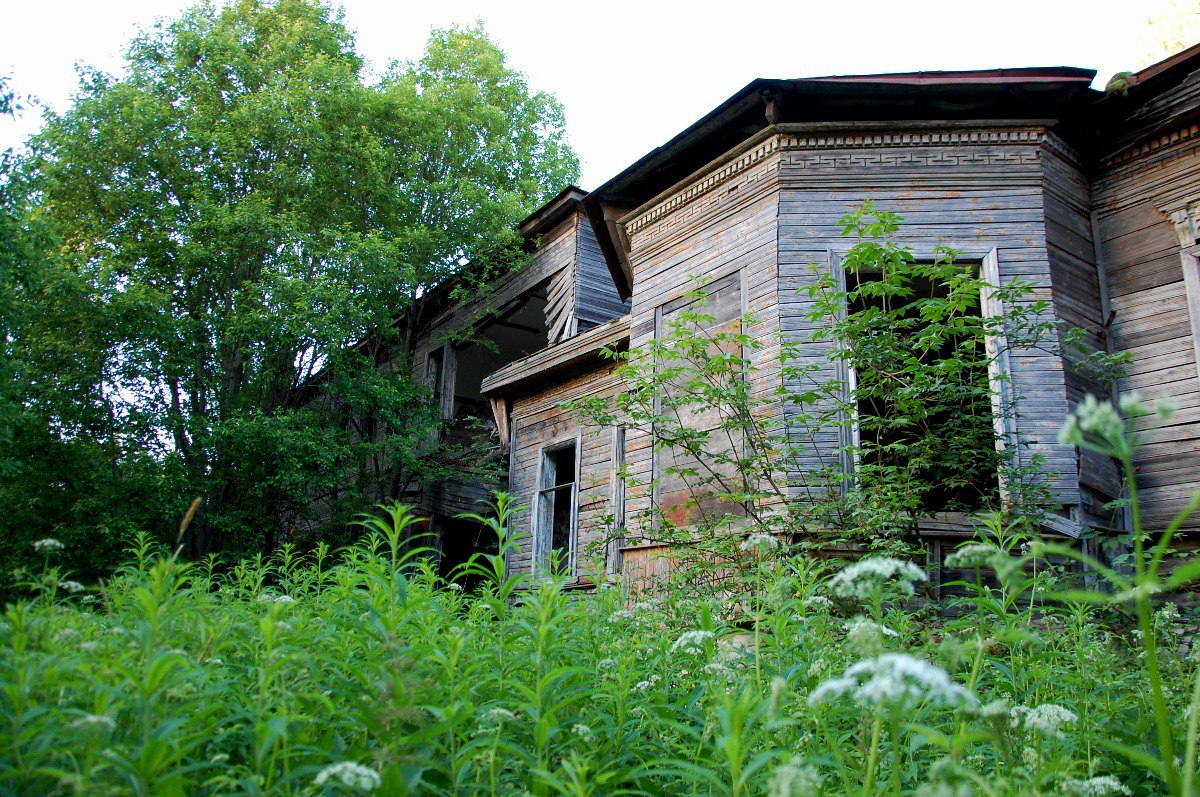
Заброшенный усадебный дом (2017)
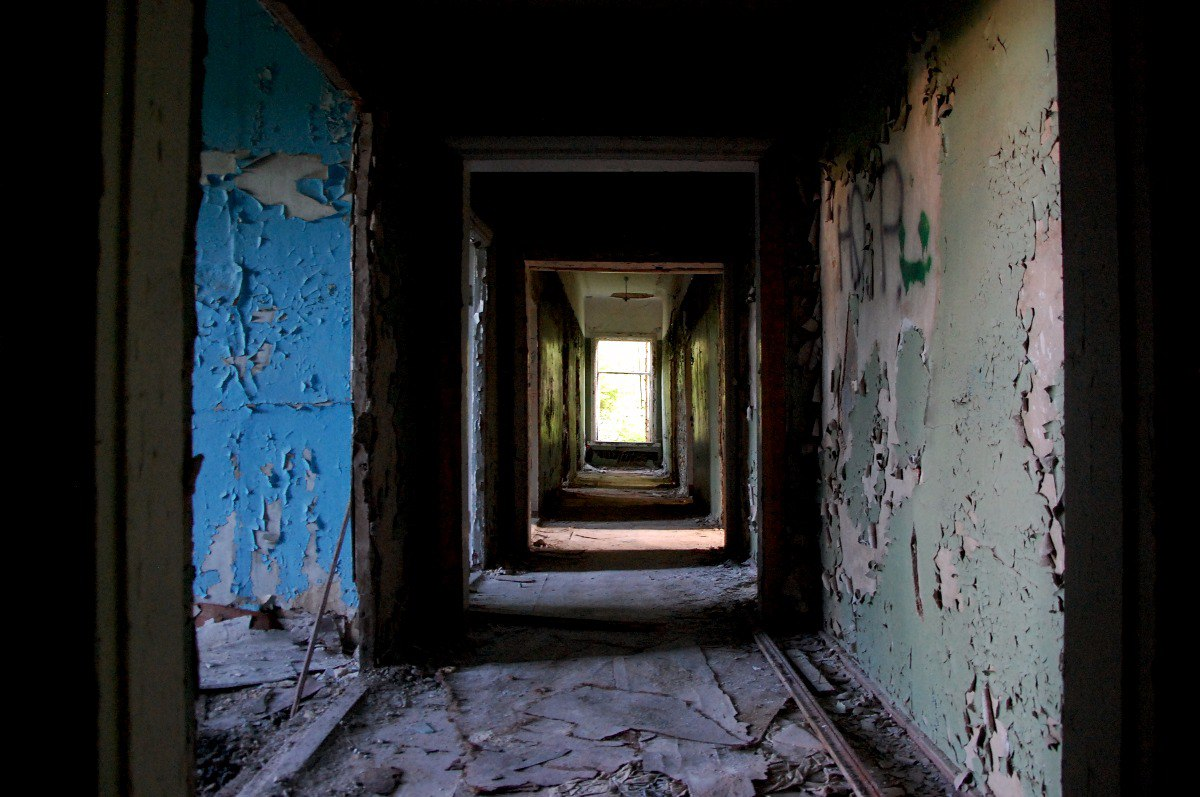
Дом изнутри (2017)
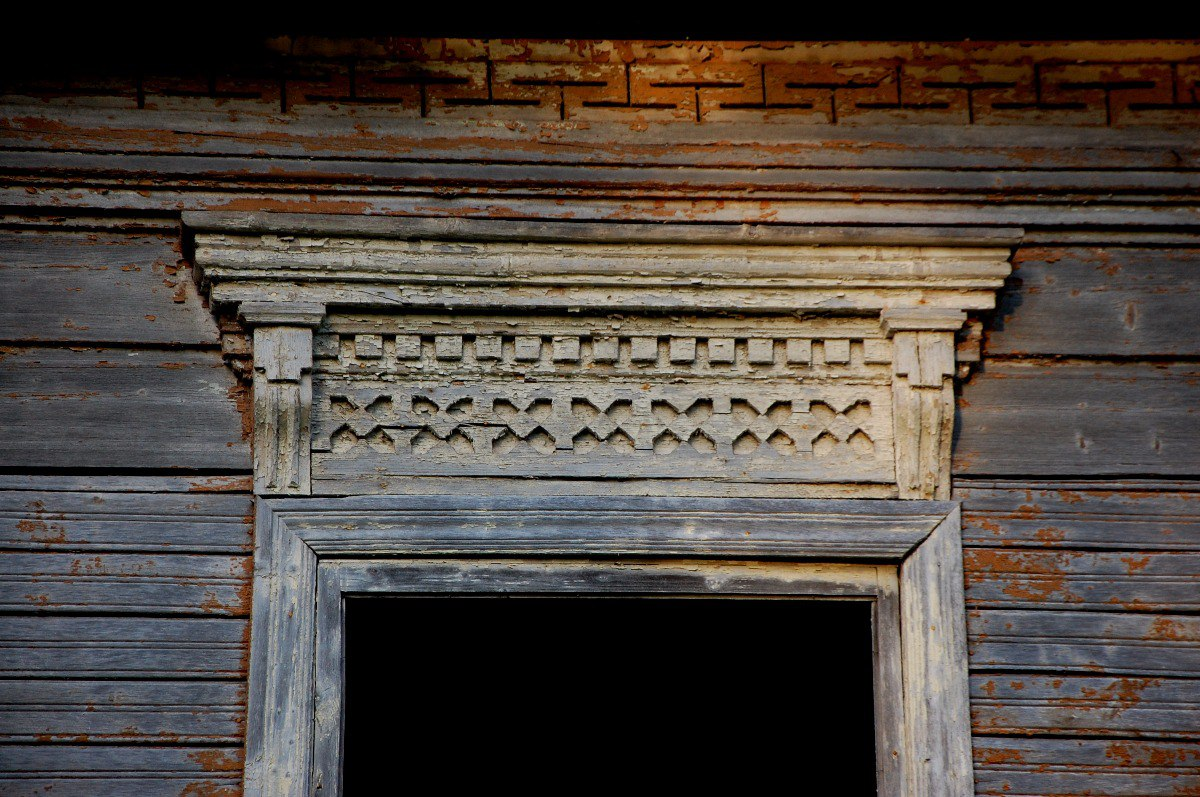
Фрагмент оконных наличников (2017)